# 268 (numero)
Duecentosessantotto (268) è il numero naturale dopo il 267 e prima del 269.

## Proprietà matematiche
- È un numero pari.
- È un numero composto con i seguenti divisori: 1, 2, 4, 67, 134, 268. Poiché la somma dei suoi divisori (escluso il numero stesso) è 208 < 268, è un numero difettivo.
- È un numero noncototiente.
- È parte delle terne pitagoriche (201, 268, 335), (268, 4485, 4493), (268, 8976, 8980), (268, 17955, 17957).
- È un numero intoccabile.
- È un numero palindromo nel sistema di numerazione posizionale a base 8 (414).

## Astronomia
- 268P/Bernardi è una cometa periodica del sistema solare.
- 268 Adorea è un asteroide della fascia principale del sistema solare.

## Astronautica
- Cosmos 268 è un satellite artificiale russo.